# Gummibär (Musikprojekt)
Gummibär ist das gemeinsame Musikprojekt der beiden Produzenten Major Bad Moritz und Christian André Schneider. Bekannt wurden die beiden 2006 durch den Euro-House-Track Ich bin dein Gummibär.

## Hintergrund
Zur Vermarktung des Songs wurde eine 3D-animierte Zeichentrickfigur eines grünen Gummibärchens von Peter Dodd entworfen. Diese Figur nahmen im Herbst 2006 die beiden deutschen Fernsehsender Nick und Super RTL zur Untermalung der Werbeblöcke in ihr Programm auf. Begleitend kam Anfang Oktober 2006 der Song als Single auf den Markt. Die öffentliche Wahrnehmung blieb jedoch gering.
Daraufhin entstand in der Online-Community Myspace ein Profil für den Gummibär. Der Song wurde in acht verschiedenen Sprachen (Deutsch, Englisch, Slowakisch, Französisch, Schwedisch, Spanisch, Portugiesisch und Ungarisch) zum Ansehen angeboten. Auf der Plattform entwickelte er sich binnen kurzer Zeit zu einem der meistgesehenen Videos. Dieser Erfolg veranlasste den Fernsehsender RTL II eine Kooperation mit den Erfindern der Figur einzugehen, der sie seit Anfang 2007 zur Eigenvermarktung einsetzt. Passend dazu nahm der Klingeltonanbieter Jamba! den Gummibär in sein Programm auf, was durch eine Jamba-Niederlassung in Tschechien dort auch eine tschechische Fassung hervorbrachte: Jsem pouze z gumy méd'a. Im Februar 2007 kam die Single erneut auf den Markt und erreichte mit Hilfe des Werbeaufwandes die deutschen Singlecharts. Das Lied wurde anschließend auch auf Russisch, Polnisch, Irisch und Hebräisch herausgebracht.
Trotz des eher mittelmäßigen kommerziellen Erfolges der Single konnte der Gummibär in den folgenden Jahren auf YouTube und ähnlichen Video-Plattformen seine Popularität behalten. Es erschienen zahlreiche Remixe und Remix-Videos, die entgegen der üblichen Strategie der Musikindustrie nicht gesperrt oder gelöscht wurden und so zur anhaltenden Verbreitung des Songs und der Figur beitrugen. Die deutsche Version von Ich bin dein Gummibär wurde bei YouTube mehr als 48 Millionen Mal angeklickt. In Pressemitteilungen des Musiklabels wird sogar von einer Milliarde Klicks gesprochen. Die anhaltende Verbreitung und Nachfrage nach dem Song veranlasste die Produzenten im Jahr 2010 zur Produktion eines Albums mit zahlreichen Cover-Versionen bekannter Hits, sowie der Wiederveröffentlichung des Tracks Ich bin dein Gummibär in neuen Mixen. Die Single konnte Anfang September erneut die deutschen Charts erreichen. Das Album erschien am 3. September 2010.

## Diskografie

### Studioalben
| Jahr | Titel                | Höchstplatzierung, Gesamtwochen, AuszeichnungChartplatzierungen (Jahr, Titel, Platzierungen, Wochen, Auszeichnungen, Anmerkungen) | Höchstplatzierung, Gesamtwochen, AuszeichnungChartplatzierungen (Jahr, Titel, Platzierungen, Wochen, Auszeichnungen, Anmerkungen) | Anmerkungen                             |
| Jahr | Titel                | DE | AT | Anmerkungen                             |
| ---- | -------------------- | --- | --- | --------------------------------------- |
| 2007 | I Am Your Gummy Bear | — | AT52 (2 Wo.)AT | Erstveröffentlichung: 13. November 2007 |
| 2010 | La La Love to Dance  | — | — | Erstveröffentlichung: 2010              |
| 2015 | Party Pop            | — | — | Erstveröffentlichung: 2015              |
| 2019 | The Gummy Bear Album | — | — | Erstveröffentlichung: 13. November 2019 |

### Soundtracks
| Jahr | Titel                                      | Anmerkungen                         |
| ---- | ------------------------------------------ | ----------------------------------- |
| 2016 | The Gummy Bear Show: Season One Soundtrack | Erstveröffentlichung: 24. Juni 2016 |
| 2018 | The Gummy Bear Show: Season Two Soundtrack | Erstveröffentlichung: 2018          |

### Kompilationen
| Jahr | Titel                                | Anmerkungen                             |
| ---- | ------------------------------------ | --------------------------------------- |
| 2009 | Największe przeboje                  | Erstveröffentlichung: 2009              |
| 2010 | Gummy Bear All The Hits!             | Erstveröffentlichung: 2010              |
| 2018 | The Gummy Bear Song Around the World | Erstveröffentlichung: 16. November 2018 |

### Singles
| Jahr | Titel Album                                                   | Höchstplatzierung, Gesamtwochen, AuszeichnungChartplatzierungen (Jahr, Titel, Album, Platzierungen, Wochen, Auszeichnungen, Anmerkungen) | Höchstplatzierung, Gesamtwochen, AuszeichnungChartplatzierungen (Jahr, Titel, Album, Platzierungen, Wochen, Auszeichnungen, Anmerkungen) | Anmerkungen                                                |
| Jahr | Titel Album                                                   | DE | AT | Anmerkungen                                                |
| ---- | ------------------------------------------------------------- | --- | --- | ---------------------------------------------------------- |
| 2007 | I’m a Gummy Bear (Ich Bin Dein Gummibar) I Am Your Gummy Bear | DE53 (9 Wo.)DE | — | Erstveröffentlichung: 2007, UK: Silber, US: ×2Doppelplatin |

Weitere Singles
- 2007: I Know It’s Christmas (Hunderttausend Sterne)
- 2008: Cho Ka Ka O (Schoko Schoko)
- 2008: Itsy Bitsy Teenie Weenie Yellow Polka Dot Bikini
- 2009: It’s a Great Summer
- 2009: Nuki Nuki (The Nuki Song) (Schnulla Schnulla)
- 2010: Go for the Goal (Fummel Fummel)
- 2010: La La La I Love You (La La Lieb)
- 2011: Mr. Mister Gummibar
- 2012: Bubble Up (Seif Dich Ein Blas Doch Mit)
- 2012: Gummy Style
- 2013: Gummy Twist
- 2013: Booty Twerk
- 2013: Wati Wati Wu
- 2013: Monster Mash
- 2013: Xmas Town
- 2014: Gummy Bomba
- 2015: Lullaby
- 2015: Woof There is It!
- 2015: Children of the World (It’s Christmas)
- 2016: Ghostbusters
- 2018: Dame La Gomita
- 2018: I’m Blue
- 2019: I’m Bear
- 2020: Cotton Eye Joe
- 2020: I’m a Scatman